# Lee Valley Velodrome
Das Lee Valley Velodrome wurde in London für die Olympischen Sommerspiele 2012 errichtet und im Februar 2011 eröffnet. Das Velodrom liegt im Lee Valley VeloPark im Stadtteil Stratford und ist Teil des Queen Elizabeth Olympic Parks.

## Geschichte

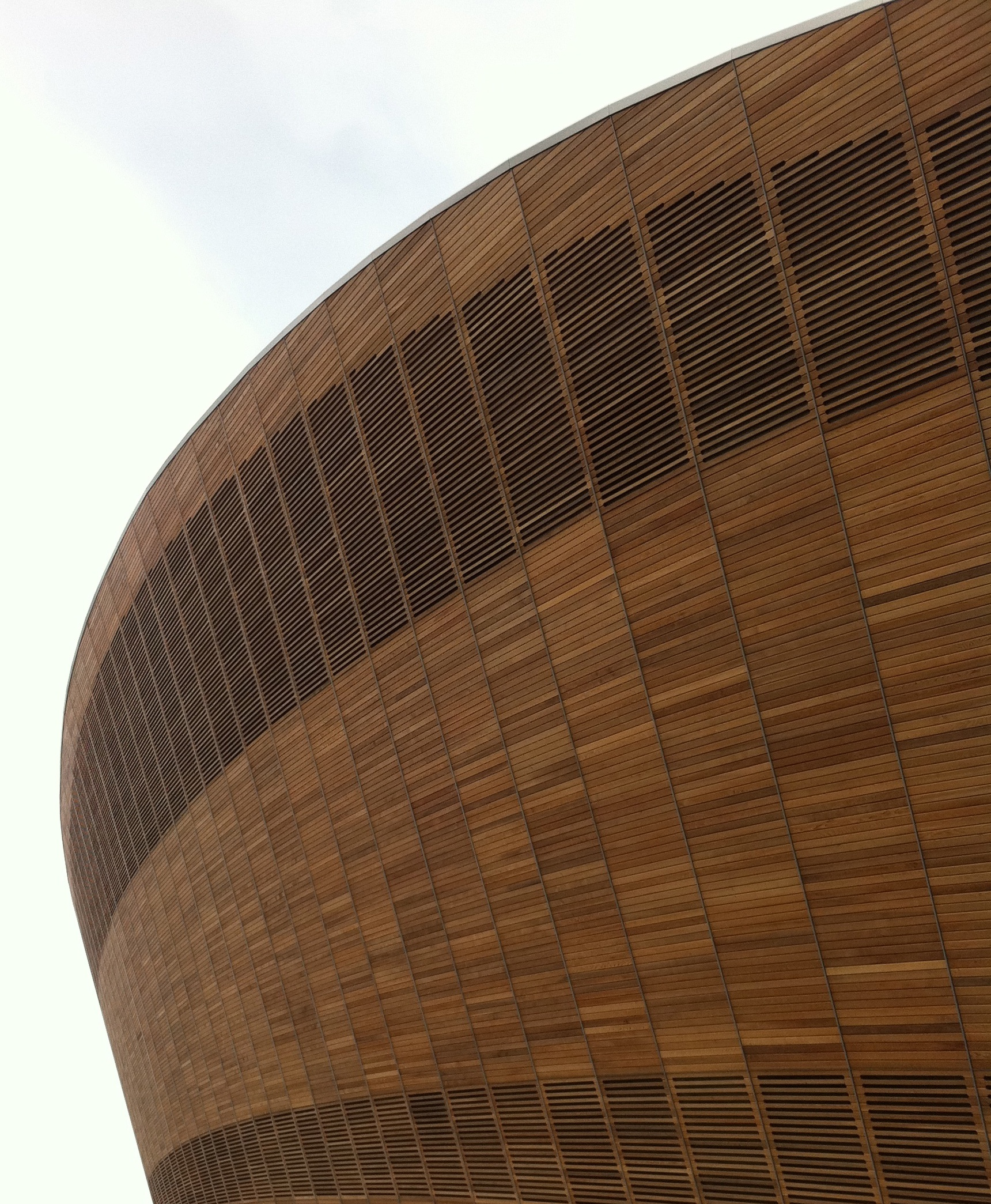
Die holzverkleidete Fassade

Mit dem Bau des Velodroms wurde 2009 begonnen, die geschätzten Baukosten betrugen 105 Millionen GBP. Es war die erste Sportstätte der Londoner Spiele, die fertiggestellt wurde.
Das runde, geschwungene Dach soll die Geometrie sowie die Leichtigkeit und Effizienz eines Fahrrades widerspiegeln; seine Form trug dem Velodrom den Spitznamen „The Pringle“ ein. Das Dach ist von zahlreichen Fenstern durchbrochen, so dass die Zuschauer auf einem rundherum führenden Gang nach draußen auf den „VeloPark“ schauen und Besucher von außen hereinschauen können. Außerdem ist wegen der Fenster nur wenig künstliches Licht im Velodrom notwendig, die zudem für eine natürliche Luftventilation sorgen. 6000 Zuschauer finden in dem Velodrom Platz; die Eintrittspreise für die Finalwettbewerbe bei den Olympischen Spielen lagen zwischen 50 und 325 GBP.
Die Bahn selbst wurde konzipiert von dem britischen Architekten Ron Webb, der auch die Radrennbahnen von Sydney und für die Olympischen Spiele 2004 in Athen plante, unter Mitarbeit des mehrfachen britischen Olympiasiegers Sir Chris Hoy. Sie ist – wie es der internationale Standard des Weltradsportverbandes Union Cycliste Internationale (UCI) vorschreibt – 250 Meter lang. Die maximale Bahnneigung in den Kurven liegt bei 42 Grad und die minimale Neigung auf den Geraden bei 12 Grad. Sie besteht aus 56 Kilometern Sibirischer Fichte, die mit 350 000 Nägeln verbaut wurden.
Im Februar 2011 wurde das Velodrom eröffnet und durch ausgewählte Radsportler eingeweiht, darunter Chris Hoy, Victoria Pendleton, Jason Kenny und Ross Edgar. Die erste Veranstaltung in der neuen Sportstätte war ein Lauf des Bahnrad-Weltcups im Februar 2012. Nach den Olympischen Spielen wurden dort die Bahnrad-Wettbewerbe der Sommer-Paralympics 2012 ausgetragen. Als nächste internationale Großveranstaltung sollen die UCI-Bahn-Weltmeisterschaften 2016 in dem Velodrom stattfinden.
Im Oktober 2011 wurde das Velodrom mit dem Design-Publikumspreis Prime Minister’s Better Public Building Award ausgezeichnet. Im Dezember 2011 erhielt es den Supreme Award for Structural Engineering Excellence. Dieser Preis für Ingenieurbau wird jährlich von der britischen „Institution of Structural Engineers“  verliehen.
Am 7. Juni 2015 stellte Bradley Wiggins im Lee Valley Velodrome vor ausverkauftem Haus einen neuen Stundenweltrekord über 54,526 Kilometer auf.